# 톨스토이의 마지막 인생
《톨스토이의 마지막 인생》(The Last Station)은 독일, 러시아, 영국에서 제작된 마이클 호프만 감독의 2009년 드라마, 멜로/로맨스 영화이다. 헬렌 미렌 등이 주연으로 출연하였고 보니 아놀드 등이 제작에 참여하였다.
레프 톨스토이의 마지막 수개월의 삶을 시간순으로 배치한 Jay Parini의 1990년 자서전 The Last Station에 기반을 둔다. 2009 텔류라이드 영화제에서 초연되었다.

## 출연

### 주연
- 헬렌 미렌
- 크리스토퍼 플러머
- 폴 지아마티
- 앤 마리 더프
- 케리 콘돈
- 제임스 맥어보이

### 조연
- 존 세션스
- 패트릭 케네디
- 토마스 스펜서
- 크리스찬 가울

## 기타
- 원작자: 제이 파리니
- 프로듀서: 루크 캐리
- 프로듀서: 언딘 필터
- 제작보: 조너 비르벨레이트
- 공동제작: 에바 카를스트롬
- 공동제작: 안드레아 울름케-스미튼
- 라인프로듀서: 브라이언 도노반
- 협력프로듀서: 프랭크 레만
- 협력프로듀서: 장-뤽 오르미에레스
- 미술: 패트리지아 본 브랜던스타인
- 세트: 마르크 로신스키
- 의상: 모니카 제이콥스
- 배역: 레오 데이비스
- 배역: 리시 홈